# Пекоза
Пеко́за (рос. Пекоза, марій. Шопкер) — присілок у складі Волзького району Марій Ел, Росія. Входить до складу Обшиярського сільського поселення.

## Населення
Населення — 22 особи (2010; 11 у 2002).
Національний склад (станом на 2002 рік):
- марі — 91 %